# Kill List
Kill List è un film del 2011 diretto da Ben Wheatley.
Pellicola horror britannica, sceneggiata dal regista insieme ad Amy Jump, con protagonisti Neil Maskell, Michael Smiley e MyAnna Buring.
Quando un soldato britannico ritorna a casa da Kiev, ritrova un vecchio amico che lo convince a divenire assassino su commissione insieme a lui. Il suo passato disturbato viene a galla mentre l'uomo inizia a perdere il controllo durante il lavoro, e mentre i mandanti alzano la posta. Il film è stato girato a Sheffield, nel South Yorkshire, in Inghilterra.

## Trama
Jay e Gal sono ex soldati che sono divenuti assassini su commissione da quando hanno lasciato l'esercito. Mentre Gal è tranquillo e rilassato, Jay soffre ancora per una missione disastrosa non specificata a Kiev. Nonostante la moglie Shel lo spinga a farlo, Jay non ha più trovato un lavoro, e la famiglia inizia a non avere più soldi. Shel organizza una cena tra amici a cui invita Gal e la sua ultima fidanzata, Fiona, una manager di risorse umane. Durante la serata, Gal rivela di avere un nuovo lavoro per loro, e Shel incoraggia il marito. Nel frattempo, Fiona si reca alla toilette e traccia un simbolo sul retro dello specchio del bagno, prelevando un pezzo di carta che Jay aveva precedentemente utilizzato per tamponare una perdita di sangue durante la rasatura. Jay accetta il lavoro, e i due uomini incontrano il cliente, che ha una lista di tre persone da uccidere. Il cliente, inaspettatamente, fa un taglio sulla sua mano e su quella di Jay, in modo che il contratto venga firmato col sangue.
Il primo obiettivo, un prete, sembra riconoscere Jay e lo ringrazia prima di venire ucciso. Il secondo nome sulla lista è un archivista che colleziona video pedopornografici. Anche lui ringrazia Jay, che per il disgusto dovuto ai video, lo tortura e lo picchia selvaggiamente fino alla morte con un martello. Jay insiste nell'inseguire e uccidere i soci dell'archivista, e mentre Gal fa ricerche all'interno dei loro files, trova una cartella su Jay e lui, che contiene dettagli sulla loro missione di Kiev. Anche se non lo riconoscono, la cartella contiene il simbolo che Fiona aveva inciso sullo specchio di Jay.
Gal informa Jay che mentre razziava la cassaforte della casa della seconda vittima, aveva preso abbastanza denaro da coprire la somma totale che avrebbero ricevuto per contratto. La coppia decide quindi di abbandonare il contratto e di tornare a casa. Quando la sua mano tagliata fa infezione, Jay si fa visitare, per scoprire che il suo dottore è stato sostituito da un altro uomo che gli dà solo un consiglio criptico. Jay e Gal ritornano dal loro cliente e propongono un compromesso al posto della terza uccisione. Il cliente rifiuta e minaccia di uccidere entrambe le loro famiglie se il contratto non verrà completato. Shel pertanto porta il loro figlio Sam al cottage della famiglia, mentre Jay e Gal tornano al lavoro.
L'obiettivo finale è un membro del Parlamento che vive in una casa di campagna inglese. Mentre studiano l'obiettivo, Jay e Gal osservano una strana cerimonia nel bosco che culmina con un sacrificio umano. Jay apre il fuoco con un fucile, e il capo della cerimonia si offre a Jay come vittima sacrificale. Gli altri uomini mascherati danno la caccia ai due assassini in un complesso sotterraneo; Gal viene raggiunto e gravemente ferito, obbligando Jay a ucciderlo per non farlo soffrire. Fuori dai tunnel, Jay si dirige verso il cottage della sua famiglia e incontra Shel. Quando esce, Jay vede che gli pneumatici della loro auto sono stati squarciati e sono state accese torce nel campo vicino. Jay tenta di localizzare gli aggressori, ma viene steso a terra e perde conoscenza. Dentro il cottage, Shel si arma e uccide diversi invasori.
Jay si sveglia nel campo, circondato dagli uomini mascherati, che lo spogliano e gli mettono una maschera sulla faccia. Jay si trova di fronte la sua ultima vittima, "il Gobbo", un uomo mascherato con indosso un mantello e che brandisce un coltello. Dopo una lotta brutale a colpi di coltello, Jay trionfa, solo per scoprire che "il Gobbo" era sua moglie, con Sam aggrappato alla schiena. Shel sembra ridere mentre muore. Gli uomini mascherati applaudono e rimuovono le maschere, rivelandosi essere, tra gli altri, Fiona, il cliente che aveva commissionato gli omicidi e l'uomo che aveva sostituito il dottore. Il film termina con Jay che viene incoronato dal gruppo di uomini.

## Produzione
Dopo aver diretto il precedente Dawn Terance, Ben Wheatley ha deciso di applicare quanto imparato per girare un film horror. La sua idea era quella di unire generi cinematografici ed ispirazioni diversi, dalle opere di Lovecraft al film degli anni '70 Carter (titolo originale: Get Carter) passando per lo stile visivo del regista Stanley Kubrick, e di girarlo nelle Filippine. Le riprese sono durate 18 giorni. Alla fine, lo script originario del film è stato rivisto dal regista, che ha preferito tagliare vari elementi e creare una storia più minimalista ma che trattasse comunque i temi su cui desiderava soffermarsi. Anche il cast coinvolto ha avuto modo di proporre delle idee sullo svolgimento dell'opera, che sono state considerate dagli sceneggiatori per la stesura finale. Il regista ha infine dichiarato di aver creato autonomamente il simbolo della setta che appare nell'opera, ispirandosi a quanto osservato nel classico del cinema horror The Blair Witch Project.

## Accoglienza

### Pubblico
A fronte di un budget di circa 800.000 dollari, il film ne ha incassati soltanto 462.000 al botteghino.

### Critica
Il film ha ricevuto recensioni prevalentemente positive: sulla piattaforma Rotten Tomatoes ha infatti ottenuto il 77% degli apprezzamenti ed un voto di 7,1 su 10 sulla base di 87 recensioni, mentre su Metacritic ha ottenuto un voto di 67 su 100 basato su 22 recensioni.

## Riconoscimenti
- British Independent Film Awards 2011
  - Miglior attore non protagonista (Michael Smiley)
  - Candidato per il miglior regista
  - Candidato per la miglior sceneggiatura
  - Candidato per la miglior attrice (MyAnna Buring)
  - Candidato per il miglior attore (Neil Maskell)
  - Candidato per la miglior produzione
- Empire Awards 2012: miglior horror